# Suimono

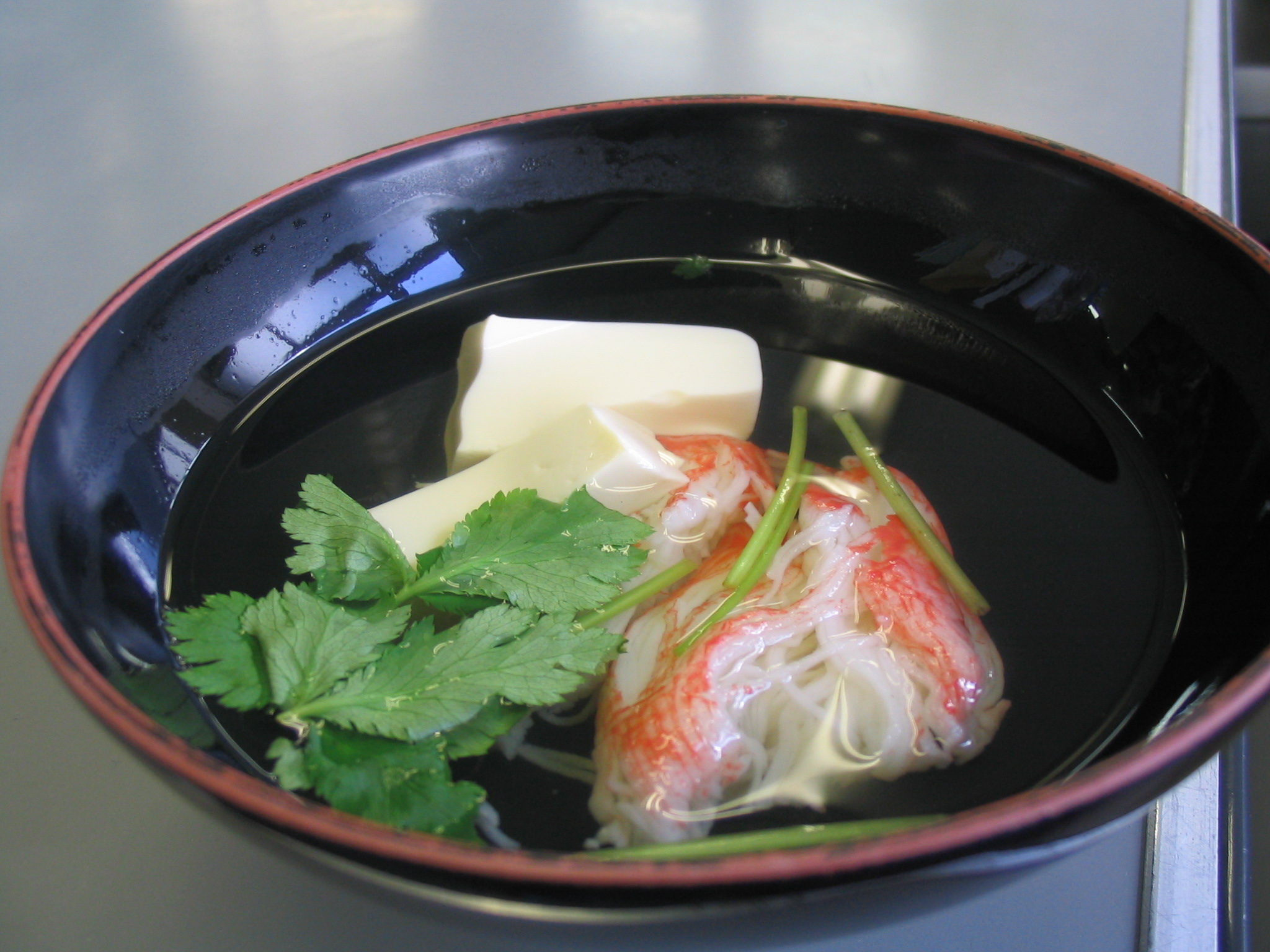
Suimono

Suimono (jap. 吸物) - japońska klarowna zupa, sporządzana z wodorostów kombu (różne gatunki listownicy), wiórków ryby bonito, sake, shōyu i suszonych sardynek. Często podaje się ją również z podsmażonymi krewetkami.